# Sĺňava
Sĺňava je vodní nádrž na řece Váh v blízkosti Piešťan. Nádrž je součástí vodního díla Drahovce-Madunice. Nachází se v Trnavském kraji na řece Váh a je součástí Vážské vodní kaskády.

## Poloha
Vodní nádrž se rozkládá v severní části Podunajské nížiny u úpatí Považského Inovce, mezi městem Piešťany a obcí Drahovce, v nadmořské výšce 162 m.

## Historie
Vznikla přehrazením řeky Váh hrází v Drahovcích. Začátek stavby se datuje do roku 1956 a dokončená byla v roce 1959. V roce 1980 na ní byla vyhlášena chráněná studijní plocha o výměře 399 ha. Za svoje pojmenování vděčí vysokému počtu slunečních dní za rok.

## Popis
Má rozlohu 4,3 km². Je 6,4 km dlouhá, 2 km široká a maximální vodní objem dosahuje 12 120 000 m³. Na nádrži najdeme vlek pro vodní lyže (u obce Ratnovce), loděnici a též uměle vytvořený „ptačí“ ostrov Čajka, který se stal hnízdištěm a zimovištěm vzácných arktických i teplomilných druhů ptactva. Nádrž slouží i jako zásobárna vody pro atomovou elektrárnu v Jaslovských Bohunicích. Na vyhlídkovou plavbu se lze vydat lodí kotvící u Kolonádového mostu v Piešťanech. Okolo přehrady je vybudovaná dvanáctikilometrová asfaltová trasa po korunce hráze pro pěší i cyklisty (v provozu květen až září, pondělí až pátek 15-20 hod., víkend 10-20 hodin).

## Chráněné území
Sĺňava je chráněný areál v oblasti Malé Karpaty. Nachází se v okrese Piešťany v Trnavském kraji. Území bylo vyhlášeno či novelizováno v roce 1980 na rozloze 399,0014 ha. Rozloha ochranného pásma byla stanovena na 66,5534 ha.